# Georges Firmin
Georges Albert Louis Léon Firmin (Montpellier, 15 marzo 1924 – Montpellier, 12 novembre 2017) è stato un sollevatore francese.

## Carriera
Nel marzo del 1942, all'età di 18 anni, mentre svolgeva la professione di segretario d'ufficio, vinse il titolo di campione francese juniores dei medi, dopo 14 mesi di allenamenti in palestra, sollevando complessivamente 305 chili nei tre movimenti.
Partecipò a due edizioni dei Giochi olimpici: a Londra nel 1948, piazzandosi al nono posto nella categoria dei medi, e ad Helsinki nel 1952, piazzandosi al decimo posto nella categoria dei massimi leggeri.
Ai campionati europei vinse una medaglia d'argento e due medaglie di bronzo tra il 1947 e il 1951, e conquistò inoltre due medaglie di bronzo ai Giochi del Mediterraneo nel 1951 ad Alessandria d'Egitto e nel 1955 a Barcellona.